# Caprima
Caprima is een geslacht van vlinders van de familie bloeddrupjes (Zygaenidae), uit de onderfamilie Chalcosiinae.

## Soorten
- C. albifrons Rothschild, 1899
- C. aurantiaca Rothschild, 1899
- C. cincta (Rothschild & Jordan, 1905)
- C. cleora Jordan, 1925
- C. chrysosoma Prout, 1918
- C. dohertyi Rothschild, 1899
- C. gelida Walker, 1864
- C. henica Jordan, 1912
- C. mutilata (Walker, 1864)
- C. necopina Jordan, 1925
- C. obliqua Rothschild, 1899
- C. plagiata Jordan, 1912
- C. selenis Jordan, 1925